# Lógica probabilística
La lógica probabilística (o lógica probabilista) es una forma de razonamiento que tiene como objetivo combinar la capacidad de manejar la incertidumbre que tiene la teoría de probabilidad con la capacidad de explotar la estructura de la argumentación formal que tiene la lógica deductiva. El resultado es un formalismo más rico y más expresivo con una amplia gama de posibles áreas de aplicación.[cita requerida]
La lógica probabilística es una extensión natural de las tablas de verdad de la lógica clásica, pero a diferencia de esta, los resultados que define se derivan de expresiones de probabilidad.
Uno de los problemas de las lógicas probabilistas es que tienden a multiplicar la complejidad computacional. Otro problema es la posibilidad de resultados contraintuitivos, como los que aparece en la lógica subjetiva basada en evidencia que hace uso de la teoría Dempster-Shafer. La necesidad de lidiar con una amplia variedad de contextos y problemas ha llevado a muchas propuestas diferentes de lógicas probabilísticas.[cita requerida]

## Propuestas
Hay numerosas propuestas para lógicas probabilísticas:
- El término lógica probabilística primero fue usado por Nils Nilsson en un artículo científico de 1986, donde los valor de verdad— de sentencias eran probabilidades.[1] La generalización semántica propuesta induce una vinculación lógica probable, que se reduce a vinculación lógica ordinaria cuando las probabilidades de todas las sentencias son 0 o 1. Esta generalización se aplica a cualquier sistema lógico, para el que se pueda establecer la consistencia lógica de un juego finito cualquiera de proposiciones lógicas.
- En la teoría de argumentación probabilística,[2][3] las probabilidades directamente no se relacionan directamente con proposiciones lógicas. En cambio, se asumido que un subconjunto particular {\displaystyle W} de variables involucradas en las proposiciones define un espacio probabilístico sobre la correspondiente σ-subálgebra. Esto induce dos medidas de probabilidad distintas en {\displaystyle V}, que se denominan grado de apoyo y grado de posibilidad, respectivamente. Los grados de apoyo se pueden considerar como probabilidades no aditivas que generalizan los conceptos de vinculación lógica ordinaria (para {\displaystyle V=\{\}}) y probabilidades clásicas a posteriori (para {\displaystyle V=W}). Matemáticamente, este enfoque es compatible con la teoría Dempster-Shafer.
- La teoría de razonamiento fundado también define probabilidades[4] no aditivas o probabilidades epistémicas. La idea es de aumentar la lógica proposicional estándar mediante un operador epistémico, K, que representa el estado de conocimiento que un agente racional tiene sobre el mundo. Las probabilidades se definen entonces sobre el universo epistémico Kp de todas las sentencias lógicas p, y se argumenta que esto es la mejor información disponible. Desde este punto de vista, la teoría Dempster-Shafer se puede ver como una forma generalizada de razonamiento probable.
- Otro formalismo que incluye probabilidades es el de la lógica difusa que se puede usar obtener una lógica con distribuciones de probabilidad.[5] En lógica difusa, la cuestión de la consistencia de la información disponible se relaciona estrictamente con la coherencia de la asignación parcial probable y, por lo tanto, con el fenómeno de argumento de la succión financiera.
- El concepto central en la lógica subjetiva][6] son  las opiniones sobre algunas variables lógicas que aprecen en proposiciones lógicas dadas. Para el cómputo de opiniones basadas en una estructura de opiniones de argumento, la teoría propone a operadores respectivos para varias conectivas lógicas, como p.ej., la multiplicación (AND), comultiplicaciónn (OR), la división (NAND) y la codivisión (NOR) de opiniones[7] así como la deducción condicional (MP) y la abducción (MT).[8]

## Posibles áreas de aplicación
- Teoría de la argumentación
- Inteligencia artificial
- Bioinformática
- Teoría de juegos
- Filosofía de la ciencia
- Psicología
- Estadística